# 西澳海鰶
西澳海鰶為輻鰭魚綱鲱形目鲱科的其中一種，分布於西澳大利亞海域，體長可達36公分，棲息在沿海、河口區，可做為食用魚及餌魚。

## 擴展閱讀
維基物種上的相關：西澳海鰶